# Turó de les Llebres
El Turó de les Llebres  és una muntanya de 352 metres que es troba al municipi d'Avinyonet del Penedès, a la comarca de l'Alt Penedès.